# 莎拉·T·史都華-穆科帕代亞
莎拉·托比·史都華-穆科帕代亞（英語：Sarah Toby Stewart-Mukhopadhyay，1973年—）是美國行星科學家，以研究行星形成、行星地質學和材料科學而知名。她是加利福尼亞大學戴維斯分校地球與行星科學系教授。2003年至2014年，她曾任哈佛大學地球與行星科學系教授。
2010年，史都華-穆科帕代亞被《科技新時代》評為「傑出10人」之一。2013年，她被《天文學》評為「天文學新星」之一。2015年，她被《發現》評為「百大科學故事」之一。她也獲得美國天文學會頒發的青年科學家傑出成就獎。2018年，她獲得麥克阿瑟「天才」獎學金。

## 教育
史都華-穆科帕代亞於1995年獲得哈佛大學天文物理學和物理學士學位。2002年，她在加州理工學院獲得博士學位。

## 職業生涯
史都華-穆科帕代亞是衝擊壓縮實驗室的主任。在加州理工學院，她是第一個研究太陽系中類似條件下冰的衝擊傳播的人。她的研究團隊對行星的形成很感興趣，特別是巨型撞擊和撞擊隕石坑。
她於2009年獲得哈羅德·C·尤里獎。她在衝擊誘導冰融化方面的研究幫助證明，液態水是目前火星表面最具侵蝕性的流體。
衝擊壓縮實驗室的工具之一是一門40毫米口徑的加農砲。衝擊實驗室自2016年起落腳加利福尼亞大學戴維斯分校。她的研究團隊也在桑迪亞國家實驗室的Z機上進行實驗，研究衝擊引起的汽化。
史都華-穆科帕代亞提出了一個版本的大碰撞說，即扁圓形的地球在與忒伊亞行星的撞擊中，從一天2.3小時的慢速運轉變成了球形。
2018年，西蒙·J·洛克（Simon J. Lock）、史都華-穆科帕代亞等人假設了一種新的天體——聯合體，並提出地球和月球形成的新模型。

## 榮譽
- 2001年：美國地質學會Stephen E. Dwornik行星地球科學學生論文獎[18]
- 2003年：科學家和工程師總統早期職業獎
- 2009年：美國天文學會行星科學部（英语：Division for Planetary Sciences）哈羅德·C·尤里獎[6]
- 2018年：麥克阿瑟獎[19]
- 2023年：美國物理學會會士[20]

## 個人生活
史都華-穆科帕代亞出生在臺灣，她的父親曾駐紮在臺灣空軍部隊。史都華-穆科帕代亞的丈夫蘇喬伊·穆科帕代亞（Sujoy Mukhopadhyay）也是加利福尼亞大學戴維斯分校的教授和行星科學家。

## 外部連結
- . player.fm. TED Salon: U.S. Air Force : February 2019. 13 March 2019  [16 March 2019]. （原始内容存档于2024-02-14）.
- The Surprising State of the Earth after the Moon-Forming Giant Impact （页面存档备份，存于） - Sarah Stewart (SETI Talks), Jan 28, 2015